# هيرب كرومبتون
هيرب كرومبتون (بالإنجليزية: Herb Crompton)‏ هو لاعب كرة قاعدة أمريكي، ولد في 7 نوفمبر 1911 في Taylor Ridge, Illinois ‏ في الولايات المتحدة، وتوفي في 5 أغسطس 1963 في مولين في الولايات المتحدة.

## وصلات خارجية
- هيرب كرومبتون على موقعبيزبول رفرنس.كوم (الدوري الرئيسي) (الإنجليزية)